# Martin Wilde
Martin Wilde, född 28 juni 1977 i Linköping, är en svensk före detta professionell ishockeyspelare. Wilde inledde karriären med moderklubben Linköping HC, men tillbringade större delen av karriären utanför Sverige. Efter att ha spelat två säsonger för Linköping i Division I spelade han universitetsishockey för University of Vermont mellan 1997 och 2001. Därefter spelade han för Providence Bruins i AHL innan han återvände till Sverige 2002 för spel med Modo Hockey i Elitserien.
2003 återvände han till Nordamerika där han tillbringade ytterligare tre säsonger. Han spelade först åter för Providence Bruins och dess farmarlag Trenton Titans i ECHL. Därefter tillbringade han två säsonger med Hershey Bears med vilka han 2006 blev Calder Cup-mästare. Under tiden med Bears spelade han också för Reading Royals i ECHL. De sista åren av sin karriär spelade Wilde i Italien för SG Cortina och HC Bolzano. Han vann det italienska mästerskapet 2007 med Cortina. 

## Karriär
Wilde påbörjade sin ishockeykarriär i moderklubben Linköping HC. I sin ungdom spelade Wilde back, men men som utbytesstudent spelade han forward för Johnstown Chiefs i Western Pennsylvania Interscholastic Hockey League säsongen 1994/95. Han spelade seniorishockey säsongerna 1995/96 och 1996/97 i Division I då han återvände till Sverige för spel med sin moderklubb. Han var bland annat med när Linköping för första gången spelade Kvalserien till Elitserien 1997. Totalt spelade han 52 matcher för klubben och noterades för en assistpoäng. Mellan 1997/98 och 2000/01 spelade Wilde universitetsishockey i Nordamerika för University of Vermont i NCAA. Tillsammans med Anders Moborg, som också spelat för Linköping HC, blev han den första svensken att spela för Vermont. Under sin första säsong i klubben var han den spelare som gjorde flest assistpoäng (16 på 34 matcher).
Inför säsongen 2001/02 anslöt Wilde till Providence Bruins i AHL. Wilde spelade 71 av de 80 grundseriematcherna och noterades för elva poäng, varav två mål. Bruins slutade på tredje plats i East Division och slogs omgående ut i Calder Cup-slutspelet av St. John's Maple Leafs med 2–0 i matcher. I juli 2002 stod det klart att Wilde skrivit ett ettårsavtal med Boston Bruins i NHL. En domstol upphävde dock senare kontraktet då Wilde inte draftats.
I början av september samma år meddelades det istället att Wilde återvänt till Sverige och att han provspelade för Modo Hockey i Elitserien. Den 10 september bekräftade klubben att man skrivit ett ettårsavtal med Wilde. Han gjorde Elitseriedebut i en 4–1-förlust mot Timrå IK den 24 september 2002. I den efterföljande matchen, två dagar senare, gjorde han sitt första och enda mål i Elitserien, på Stefan Liv, i en 1–2-förlust mot HV71. Modo slutade på sjunde plats i grundserien och på 48 matcher noterades Wilde för tre poäng. I det följande SM-slutspelet slogs laget ut i kvartsfinalserien av Frölunda HC med 4–2 i matcher. Wilde gick poänglös ur dessa.
Inför säsongen 2003/04 lämnade Wilde åter Sverige då han återvänt till Providence Bruins i AHL. Laget tog sig till Calder Cup-slutspelet, men Wilde spelade endast 53 grundseriematcher där han noterades för ett mål och en assistpoäng. Han fick ingen speltid med Bruins i slutspelet och blev istället skickad till Trenton Titans i ECHL. På fyra matcher för Titans noterades Wilde för två assistpoäng. Inför säsongen 2004/05 lämnade Wilde Bruins och tillbringade den följande säsongen med Hershey Bears i AHL och Reading Royals i ECHL. Han spelade totalt 57 grundseriematcher för Bears där han stod för två mål och två assist. För Royals noterades han för ett mål och tre assistpoäng på 14 grundseriematcher.
Säsongen 2005/06 kom att bli Wildes sista i Nordamerika. Han spelade endast för Bears och gjorde sin dittills poängmässigt bästa säsong, totalt sett, som senior. I grundserien stod han för två mål och sju assist på 63 matcher. Bears slutade på andra plats i East Division och tog sig därefter till final i det följande Calder Cup-slutspelet; man slog ut Norfolk Admirals, Wilkes-Barre/Scranton Penguins (båda med 4–0) och Portland Pirates (4–3). I finalserien ställdes man mot Milwaukee Admirals, vilka man besegrade med 4–2. Wilde spelade 17 matcher av slutspelet och noterades för fyra assistpoäng.
Efter att ha gått kontraktslös i inledningen av säsongen 2006/07 bekräftades det i november 2006 att Wilde återvänt till Europa då han skrivit ett avtal med den italienska klubben SG Cortina i Serie A. Tiden i Cortina blev framgångsrik för Wilde som i grundserien var en av lagets poängmässigt bästa backar. På 24 matcher stod han för 20 poäng, varav fyra mål. I slutspelet slog laget ut Ritten Sport med 3–1 i matcher. Man vann sedan också finalserien med samma siffror, mot HC Milano Vipers. Wilde tilldelades därmed ett italienskt guld och i slutspelet var han lagets poängmässigt bästa back då han på åtta matcher stod för två mål och fyra assistpoäng.
Av personliga skäl lämnade Wilde Italien inför säsongen 2007/08. Denna säsong var han inaktiv från spel, bortsett från ett framträdande med Vallentuna Hockey i Hockeytvåan där han också noterades för ett mål. Den 4 juni 2008 bekräftades det att Wilde återvänt till Italien då han skrivit ett nytt avtal med Cortina. Han gjorde därefter sin karriärs poängmässigt bästa grundserie då han stod för 35 poäng på 46 matcher. Han var den back i laget som stod för flest assistpoäng (27). I slutspelet slogs laget ut direkt i semifinal av HC Bolzano med 4–0 i matcher. Den 11 april 2009 bekräftades det att Wilde lämnat Cortina för spel med just Bolzano. Detta kom att bli Wildes sista säsong som professionell ishockeyspelare. Han stod för 22 poäng på 38 grundseriematcher och Bolzano slogs därefter ut i semifinal av Ritten Sport med 4–2 i matcher.

## Statistik
| 1995–96        | Linköping HC          | Div. I         | 12  | 0  | 0  | 0  | 0   | 2  | 0 | 0 | 0 | 0  |
| 1996–97        | Linköping HC          | Div. I         | 24  | 0  | 1  | 1  | 0   | 14 | 0 | 0 | 0 | 18 |
| 1997–98        | University of Vermont | NCAA           | 34  | 1  | 16 | 17 | 34  | —  | — | — | — | —  |
| 1998–99        | University of Vermont | NCAA           | 33  | 1  | 13 | 14 | 22  | —  | — | — | — | —  |
| 1999–00        | University of Vermont | NCAA           | 11  | 1  | 3  | 4  | 12  | —  | — | — | — | —  |
| 2000–01        | University of Vermont | NCAA           | 33  | 3  | 13 | 16 | 32  | —  | — | — | — | —  |
| 2001–02        | Providence Bruins     | AHL            | 71  | 2  | 9  | 11 | 46  | 2  | 0 | 0 | 0 | 0  |
| 2002–03        | Modo Hockey           | Elitserien     | 48  | 1  | 2  | 3  | 34  | 6  | 0 | 0 | 0 | 4  |
| 2003–04        | Providence Bruins     | AHL            | 53  | 1  | 1  | 2  | 58  | —  | — | — | — | —  |
| 2003–04        | Trenton Titans        | ECHL           | 4   | 0  | 2  | 2  | 6   | —  | — | — | — | —  |
| 2004–05        | Reading Royals        | ECHL           | 14  | 1  | 3  | 4  | 6   | —  | — | — | — | —  |
| 2004–05        | Hershey Bears         | AHL            | 57  | 2  | 2  | 4  | 59  | —  | — | — | — | —  |
| 2005–06        | Hershey Bears         | AHL            | 63  | 2  | 7  | 9  | 47  | 17 | 0 | 4 | 4 | 6  |
| 2006–07        | SG Cortina            | Serie A        | 24  | 4  | 16 | 20 | 22  | 8  | 2 | 4 | 6 | 6  |
| 2007–08        | Vallentuna Hockey     | Div. 2         | 1   | 1  | 0  | 1  | 0   | —  | — | — | — | —  |
| 2008–09        | SG Corina             | Serie A        | 46  | 8  | 27 | 35 | 36  | —  | — | — | — | —  |
| 2009–10        | HC Bolzano            | Serie A        | 38  | 9  | 13 | 22 | 24  | 5  | 1 | 2 | 3 | 6  |
| NCAA totalt    | NCAA totalt           | NCAA totalt    | 111 | 6  | 45 | 51 | 100 | —  | — | — | — | —  |
| Serie A totalt | Serie A totalt        | Serie A totalt | 108 | 21 | 56 | 77 | 82  | 13 | 3 | 6 | 9 | 12 |